# Sarah Tueting
Sarah Tueting, född den 26 april 1976 i Winnetka, Illinois i USA, är en amerikansk ishockeyspelare.
Hon tog OS-silver i damernas ishockeyturnering i samband med de olympiska ishockeytävlingarna 2002 i Salt Lake City.